# 藤原雄滝
藤原 雄滝（ふじわら の おたき、生没年不詳）は、平安時代初期から前期にかけての貴族。藤原北家、右大臣・藤原内麻呂の孫。下総守・藤原桜麻呂の子。官位は従五位下・日向守。

## 経歴
仁明朝にて蔵人を経て、承和12年（845年）従五位下・参河守に叙任される。
嘉祥3年（850年）文徳天皇の即位に伴って、同年7月に天皇の外祖父・藤原冬嗣に太政大臣が、外祖母・藤原美都子に正一位が贈られた際、雄滝は贈位の宣命を述べる。同年10月に摂津守に任官している。
その後散位を経て、清和朝の貞観2年（860年）日向守に任ぜられた。

## 官歴
『六国史』による。
- 時期不詳：正六位上。蔵人[2]
- 承和12年（845年） 正月7日：従五位下。正月11日：参河守
- 嘉祥3年（850年） 10月14日：摂津守
- 貞観2年（860年） 正月16日：日向守

## 系譜
『尊卑分脈』による。
- 父：藤原桜麻呂
- 母：不詳
- 妻：不詳
  - 男子：藤原経基